# Desa Pasirawi (administrativ by i Indonesien, Jawa Barat)
Desa Pasirawi är en administrativ by i Indonesien.   Den ligger i provinsen Jawa Barat, i den västra delen av landet, 60 km öster om huvudstaden Jakarta.